# Lîtovka, Horodok
Lîtovka (în ucraineană Литовка) este un sat în comuna Bucealî din raionul Horodok, regiunea Liov, Ucraina.

## Demografie
Componența lingvistică a localității Lîtovka
     Ucraineană (97,62%)
Conform recensământului din 2001, majoritatea populației localității Lîtovka era vorbitoare de ucraineană (97,62%), existând în minoritate și vorbitori de polonă (2,38%).